# نکسوس وان
نکسوس وان (Nexus One)  یک گوشی هوشمند تلفن همراه است که در روز ۵ ژانویه ۲۰۱۰ (۱۵ دی ۱۳۸۸) توسط شرکت گوگل معرفی شد. این تلفن همراه محصول همکاری مشترک بین گوگل و اچ‌تی‌سی است.
نکسوس وان که لوگوی کامل گوگل هم روی قاب پشتی آن خودنمایی می‌کرد. ظاهرا گوگل تصور کرده اگر HTC را راضی کند که این بار لوگوی خودش را از گوشی بردارد و نام گوشی را هم از نکسوس به پیکسل تغییر دهد، می‌تواند دوباره اولین گوشی خود را بسازد!